# Kurt Nimphius
Kurt Allen Nimphius (Milwaukee, Wisconsin, 13 de marzo de 1958) es un exjugador de baloncesto estadounidense que disputó ocho temporadas en la NBA, además de jugar en la liga italiana y la liga ACB. Con 2,08 metros de estatura, jugaba en la posición de ala-pívot.

## Trayectoria deportiva

### Universidad
Jugó durante cuatro temporadas con los Sun Devils de la Universidad Estatal de Arizona, en las que promedió 9,7 puntos y 6,0 rebotes por partido. En su última temporada fue incluido en el mejor quinteto de la Pacific-10 Conference tras liderar a su equipo en puntos (16,6), rebotes (9,6) y porcentaje de tiros de campo, un 60,9%, que entonces supusieron un récord de la universidad.

### Profesional
Fue elegido en la cuadragésimo séptima posición del Draft de la NBA de 1980 por Denver Nuggets, pero tras ser despedido sin llegar a debutar, jugó una temporada en el Rodrigo Chieti de la Serie A2 italiana, en la que promedio 18,7 puntos y 10,5 rebotes por partido.
Regresó a su país en 1981 para fichar como agente libre por los Dallas Mavericks, donde tras dos temporadas como suplente, en la tercera comenzó a ejercer como sexto hombre, promediando 7,9 puntos y 6,3 rebotes por partido, y liderando al equipo en tapones, con 1,8 por encuentro.
Con la temporada 1985-86 ya comenzada es traspasado a Los Angeles Clippers a cambio de James Donaldson. Allí jugó el resto de la temporada como titular, promediando 12,0 puntos y 5,9 rebotes por partido. Al año siguiente es enviado a Detroit Pistons a cambio de dos futuras rondas del draft, y al siguiente, al convertirse en agente libre, ficha por San Antonio Spurs, donde en su única temporada, como suplente de Frank Brickowski, promedia 4,4 puntos y 2,1 rebotes por partido.
En 1988 ficha por el Cajacanarias de la liga ACB, donde juega una temporada, en la que promedia 21,7 puntos y 7,2 rebotes por partido. Al año siguiente regresa a la NBA, fichando por Philadelphia 76ers, terminando su carrera en el Il Messaggero Roma italiano, donde promedia 7,5 puntos y 5,0 rebotes en los 10 partidos que disputa antes de ser cortado.

## Estadísticas de su carrera en la NBA

### Temporada regular
| Temporada | Edad | Equipo               | Liga | P   | TIT | MIN  | TC  | TCA | %TC  | 3P  | 3PA | %3P   | TL  | TLA | %TL  | R.OF. | R.DEF. | REB | ASIS | ROB | TAP | PER | FP  | PTS  |
| 1981-82   | 23   | Dallas Mavericks     | NBA  | 63  | 27  | 17.2 | 2.2 | 4.7 | .461 | 0.0 | 0.0 |       | 1.0 | 1.7 | .583 | 1.5   | 3.2    | 4.7 | 1.0  | 0.3 | 1.3 | 0.9 | 3.0 | 5.3  |
| 1982-83   | 24   | Dallas Mavericks     | NBA  | 81  | 12  | 18.7 | 2.1 | 4.4 | .490 | 0.0 | 0.0 | 1.000 | 1.0 | 1.7 | .550 | 1.9   | 3.0    | 5.0 | 1.4  | 0.3 | 1.4 | 0.8 | 3.5 | 5.3  |
| 1983-84   | 25   | Dallas Mavericks     | NBA  | 82  | 46  | 27.9 | 3.3 | 6.4 | .520 | 0.0 | 0.0 | .250  | 1.2 | 2.0 | .623 | 2.2   | 4.0    | 6.3 | 2.1  | 0.5 | 1.8 | 1.2 | 3.5 | 7.9  |
| 1984-85   | 26   | Dallas Mavericks     | NBA  | 82  | 40  | 24.5 | 2.4 | 5.3 | .452 | 0.0 | 0.1 | .000  | 1.3 | 1.7 | .771 | 1.7   | 3.3    | 5.0 | 2.2  | 0.4 | 1.5 | 1.2 | 3.2 | 6.1  |
| 1985-86   | 27   | TOTAL                | NBA  | 80  | 66  | 27.8 | 4.4 | 8.7 | .506 | 0.0 | 0.0 | .000  | 2.4 | 3.3 | .740 | 1.9   | 3.8    | 5.7 | 0.8  | 0.4 | 1.3 | 1.5 | 3.3 | 11.2 |
| 1985-86   | 27   | Dallas Mavericks     | NBA  | 13  | 4   | 21.5 | 2.8 | 5.5 | .514 | 0.0 | 0.1 | .000  | 1.3 | 2.2 | .586 | 1.8   | 2.8    | 4.6 | 1.1  | 0.2 | 0.9 | 1.0 | 2.9 | 7.0  |
| 1985-86   | 27   | Los Angeles Clippers | NBA  | 67  | 62  | 29.0 | 4.7 | 9.3 | .505 | 0.0 | 0.0 | .000  | 2.6 | 3.5 | .760 | 1.9   | 3.9    | 5.9 | 0.7  | 0.4 | 1.4 | 1.6 | 3.4 | 12.0 |
| 1986-87   | 28   | TOTAL                | NBA  | 66  | 11  | 16.5 | 2.3 | 5.0 | .470 | 0.0 | 0.1 | .000  | 1.2 | 1.8 | .675 | 1.2   | 1.6    | 2.8 | 0.4  | 0.3 | 0.8 | 1.0 | 2.4 | 5.9  |
| 1986-87   | 28   | Los Angeles Clippers | NBA  | 38  | 6   | 21.3 | 3.1 | 6.6 | .472 | 0.0 | 0.1 | .000  | 1.5 | 2.3 | .648 | 1.5   | 2.0    | 3.5 | 0.5  | 0.4 | 1.1 | 1.2 | 3.1 | 7.8  |
| 1986-87   | 28   | Detroit Pistons      | NBA  | 28  | 5   | 9.9  | 1.3 | 2.8 | .462 | 0.0 | 0.0 | .000  | 0.9 | 1.1 | .750 | 0.8   | 1.1    | 1.9 | 0.3  | 0.1 | 0.5 | 0.6 | 1.4 | 3.4  |
| 1987-88   | 29   | San Antonio Spurs    | NBA  | 72  | 7   | 12.8 | 1.8 | 3.6 | .498 | 0.0 | 0.0 | .000  | 0.8 | 1.2 | .723 | 0.9   | 1.3    | 2.1 | 0.7  | 0.3 | 0.8 | 0.7 | 2.0 | 4.4  |
| 1989-90   | 31   | Philadelphia 76ers   | NBA  | 38  | 1   | 8.3  | 1.0 | 2.4 | .418 | 0.0 | 0.0 | .000  | 0.4 | 0.8 | .467 | 0.6   | 1.0    | 1.6 | 0.2  | 0.1 | 0.5 | 0.3 | 1.2 | 2.4  |
| Total     |      |                      | NBA  | 564 | 210 | 20.3 | 2.6 | 5.3 | .487 | 0.0 | 0.0 | .100  | 1.2 | 1.9 | .668 | 1.6   | 2.8    | 4.4 | 1.2  | 0.3 | 1.2 | 1.0 | 2.9 | 6.4  |

### Playoffs
| Temp.   | Edad | Equipo             | Liga | P  | MIN | TCA | TC | 3PA | 3P | TLA | TL | R.OF. | REB | ASIS | ROB | TAP | PER | FP | PTS | %TC  | %3P | %FT   | MIN  | PTS | REB | AST |
| 1983-84 | 25   | Dallas Mavericks   | NBA  | 10 | 178 | 14  | 33 | 0   | 0  | 14  | 17 | 20    | 53  | 13   | 0   | 14  | 9   | 24 | 42  | .424 |     | .824  | 17.8 | 4.2 | 5.3 | 1.3 |
| 1984-85 | 26   | Dallas Mavericks   | NBA  | 4  | 50  | 3   | 6  | 0   | 0  | 0   | 0  | 3     | 6   | 3    | 1   | 1   | 2   | 10 | 6   | .500 |     |       | 12.5 | 1.5 | 1.5 | 0.8 |
| 1986-87 | 28   | Detroit Pistons    | NBA  | 4  | 30  | 3   | 9  | 0   | 0  | 2   | 4  | 5     | 10  | 0    | 0   | 2   | 3   | 10 | 8   | .333 |     | .500  | 7.5  | 2.0 | 2.5 | 0.0 |
| 1987-88 | 29   | San Antonio Spurs  | NBA  | 3  | 30  | 5   | 10 | 0   | 0  | 2   | 2  | 3     | 8   | 2    | 0   | 1   | 0   | 7  | 12  | .500 |     | 1.000 | 10.0 | 4.0 | 2.7 | 0.7 |
| 1989-90 | 31   | Philadelphia 76ers | NBA  | 4  | 18  | 1   | 7  | 0   | 0  | 0   | 0  | 3     | 4   | 0    | 1   | 1   | 0   | 1  | 2   | .143 |     |       | 4.5  | 0.5 | 1.0 | 0.0 |
| Total   |      |                    | NBA  | 25 | 306 | 26  | 65 | 0   | 0  | 18  | 23 | 34    | 81  | 18   | 2   | 19  | 14  | 52 | 70  | .400 |     | .783  | 12.2 | 2.8 | 3.2 | 0.7 |